# Phyllanthus lawii
Phyllanthus lawii là một loài thực vật có hoa trong họ Diệp hạ châu. Loài này được J.Graham miêu tả khoa học đầu tiên năm 1839.

## Hình ảnh

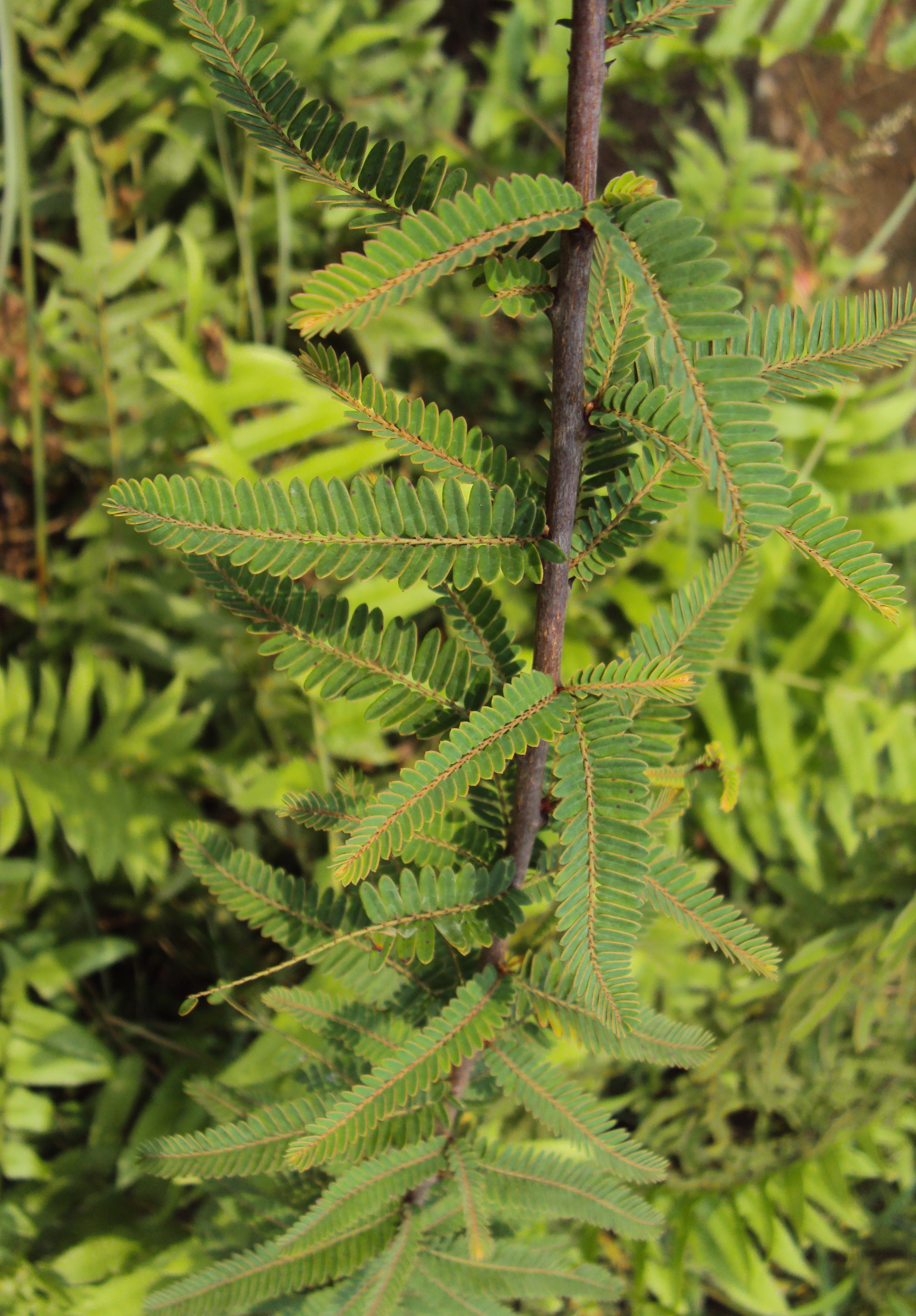
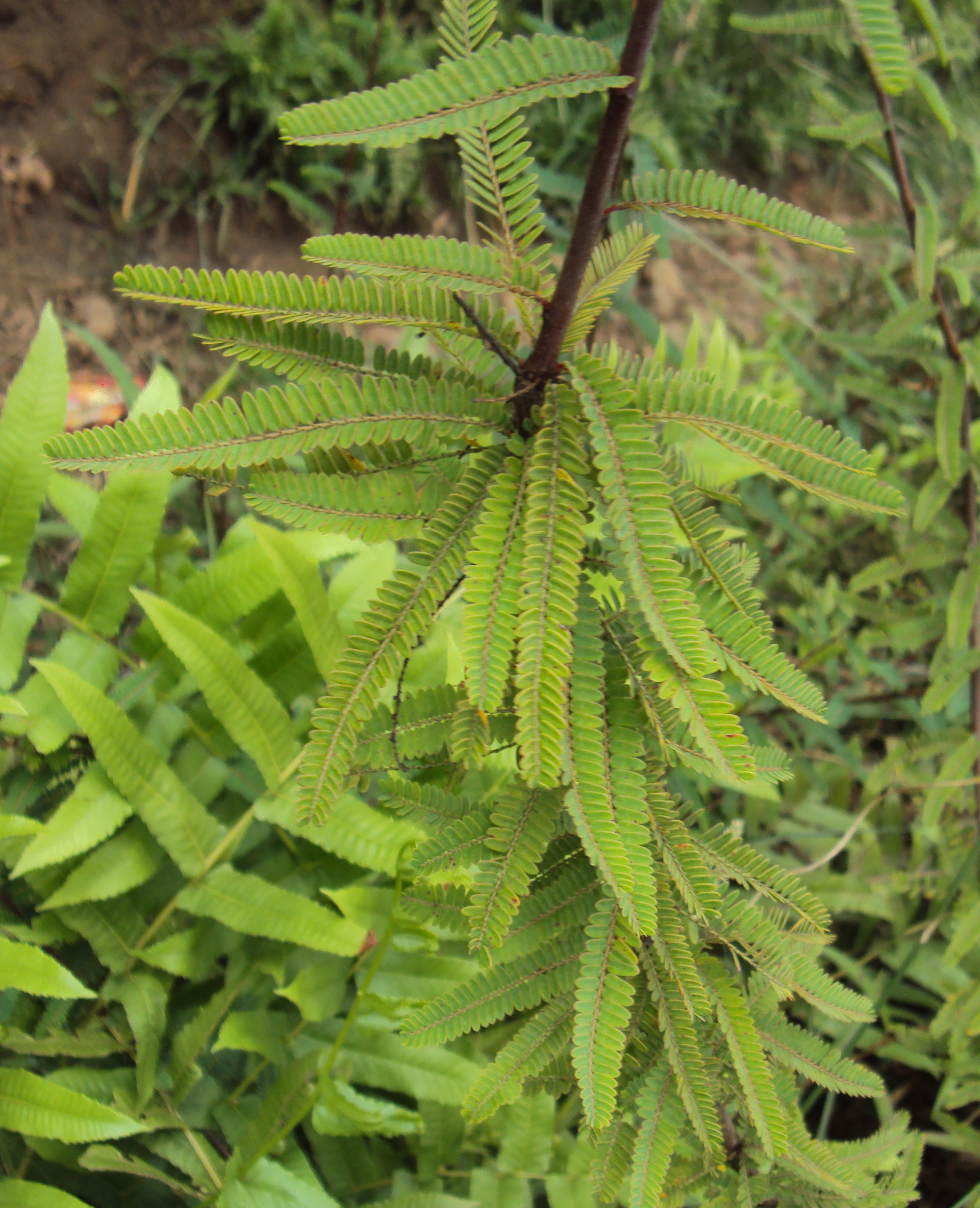
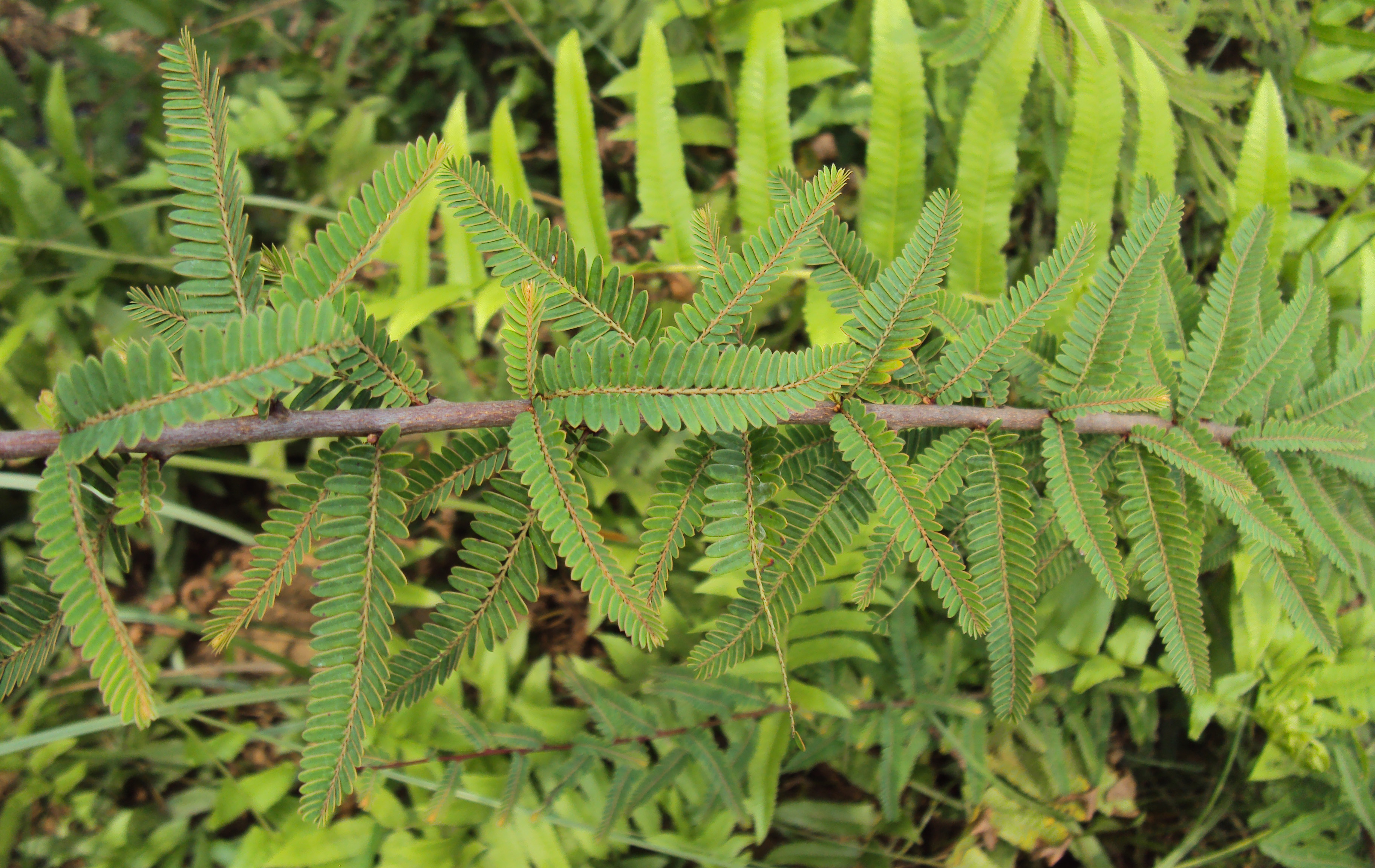
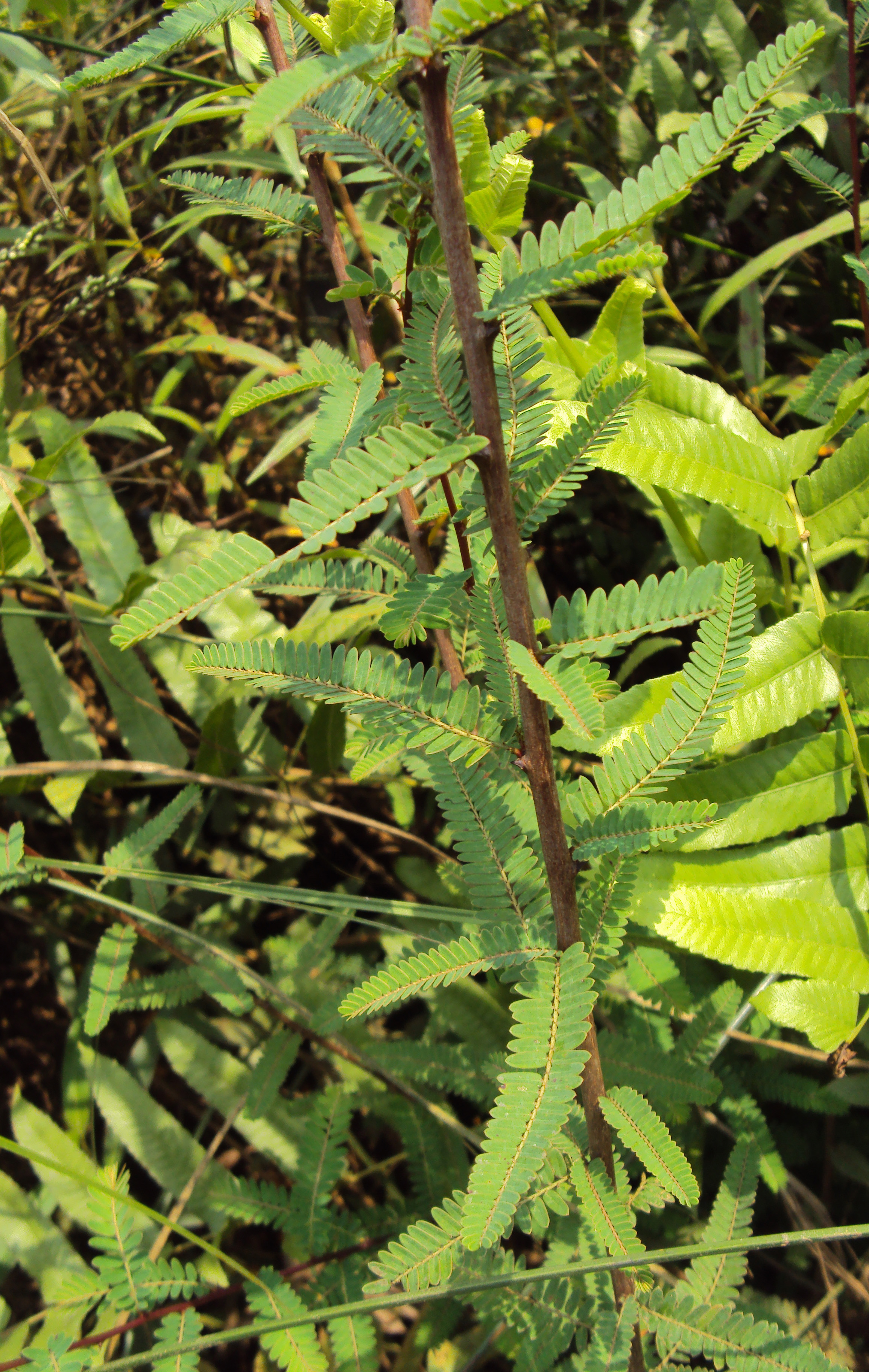